# Ronde van Italië 2016/Tiende etappe
De tiende etappe van de Ronde van Italië 2016 wordt gereden op 17 mei 2016 van Campi Bisenzio naar Sestola. De etappe is circa 219 kilometer lang.

## Verloop
Nadat een vlucht met vier renners, waaronder Damiano Cunego wordt tenietgedaan, ontsnapt een groep met Giovanni Visconti, Przemysław Niemiec en Nicola Boem. Op de eerste col, de Passo della Collina, verliest favoriet Mikel Landa drie minuten. Op weg naar de Pietrocolora vormt zich een achtervolgend groepje met Damiano Cunego, Riccardo Zoidl, Guillaume Bonnafond, Georg Preidler, Darwin Atapuma, Ivan Rovny, Jegor Silin, Stefano Pirazzi, Nathan Brown en Giulio Ciccone. Landa geraakt steeds verder achterop en dient op te geven.
Op weg naar de Pian del Falco gaat Preidler solo. Op twee kilometer van de top wordt Preidler bijgehaald en achtergelaten. Bij de groep der favorieten bepalen de teams van Vincenzo Nibali en Alejandro Valverde het tempo waar roze trui Gianluca Brambilla moet lossen. Cunego komt als eerste boven op de Pian del Falco en neemt de bergtrui opnieuw over van Tim Wellens. De groep met favorieten komt boven op tweeënhalve minuut van de leiders.
Na de top van de Pian del Falco ontstaat een nieuwe kopgroep met Ciccone, Cunego en Pirazzi. Even later gaat Ciccone solo. Bij de favorieten gaat Andrey Amador, de derde in de stand, er van door. Ciccone wordt niet meer bedreigd en wint solo. De voorsprong van Amador blijkt onvoldoende, waardoor Bob Jungels de roze trui neemt.

## Uitslag
| Campi Bisenzio naar Sestola (219 km) |                    |                            |          |
| Plaats                               | Naam               | Ploeg                      |          |
| Winnaar                              | Giulio Ciccone     | Bardiani CSF               | 5u44'32" |
| 2                                    | Ivan Rovny         | Tinkoff                    | + 42"    |
| 3                                    | Darwin Atapuma     | BMC Racing Team            | + 1'20"  |
| 4                                    | Nathan Brown       | Cannondale Pro Cyclin Team | + 1'53"  |
| 5                                    | Damiano Cunego     | Nippo-Vini Fantini         | + 2'04"  |
| 6                                    | Andrey Amador      | Movistar Team              | + 2'10"  |
| 7                                    | Giovanni Visconti  | Movistar Team              | + 2'11"  |
| 8                                    | Alejandro Valverde | Movistar Team              | z.t.     |
| 9                                    | Esteban Chaves     | Orica GreenEDGE            | z.t.     |
| 10                                   | Jakob Fuglsang     | Astana Pro Team            | z.t.     |
| 11                                   | Rafał Majka        | Tinkoff                    | + 2'15"  |
| 12                                   | Steven Kruijswijk  | Team LottoNL-Jumbo         | z.t.     |
| 13                                   | Domenico Pozzovivo | AG2R La Mondiale           | z.t.     |
| 14                                   | Vincenzo Nibali    | Astana Pro Team            | z.t.     |
| 15                                   | Bob Jungels        | Etixx-Quick Step           | z.t.     |
|                                      |                    |                            |          |
| 35                                   | Maxime Monfort     | Lotto Soudal               | + 4'29"  |

## Klassementen
| Algemeen klassement |                    |                    |           |
| Plaats              | Naam               | Ploeg              | Tijd      |
| Roze trui           | Bob Jungels        | Etixx-Quick Step   | 40u19'52" |
| 2                   | Andrey Amador      | Movistar Team      | + 26"     |
| 3                   | Alejandro Valverde | Movistar Team      | + 50"     |
| 4                   | Steven Kruijswijk  | Team LottoNL-Jumbo | z.t.      |
| 5                   | Vincenzo Nibali    | Astana Pro Team    | + 52"     |
| 6                   | Gianluca Brambilla | Etixx-Quick Step   | + 1'11"   |
| 7                   | Rafał Majka        | Tinkoff            | + 1'44"   |
| 8                   | Jakob Fuglsang     | Astana Pro Team    | + 1'46"   |
| 9                   | Ilnoer Zakarin     | Team Katjoesja     | + 2'08"   |
| 10                  | Esteban Chaves     | Orica GreenEDGE    | + 2'26"   |
|                     |                    |                    |           |
| 22                  | Maxime Monfort     | Lotto Soudal       | + 7'04"   |

| Puntenklassement |                    |                    |        |
| Plaats           | Naam               | Ploeg              | Punten |
| Rode trui        | André Greipel      | Lotto Soudal       | 119    |
| 2                | Arnaud Démare      | FDJ                | 91     |
| 3                | Maarten Tjallingii | Team LottoNL-Jumbo | 82     |
| 4                | Giacomo Nizzolo    | Trek-Segafredo     | 78     |
| 5                | Tom Dumoulin       | Team Giant-Alpecin | 58     |

| Bergklassement |                   |                    |        |
| Plaats         | Naam              | Ploeg              | Punten |
| Blauwe trui    | Damiano Cunego    | Nippo-Vini Fantini | 56     |
| 2              | Giulio Ciccone    | Bardiani CSF       | 27     |
| 3              | Tim Wellens       | Lotto Soudal       | 25     |
| 4              | Stefano Pirazzi   | Bardiani CSF       | 18     |
| 5              | Giovanni Visconti | Movistar Team      | 17     |

| Jongerenklassement |                 |                             |           |
| Plaats             | Naam            | Ploeg                       | Tijd      |
| Witte trui         | Bob Jungels     | Etixx-Quick Step            | 40u19'25" |
| 2                  | Davide Formolo  | Cannondale Pro Cycling Team | + 5'23"   |
| 3                  | Carlos Verona   | Etixx-Quick Step            | + 7'01"   |
| 4                  | Sebastián Henao | Team Sky                    | + 11'57"  |
| 5                  | Valerio Conti   | Lampre-Merida               | + 14'21"  |

| Ploegenklassement (tijd) |                  |           |
| Plaats                   | Ploeg            | Tijd      |
| 1                        | Movistar Team    | 120u3'59" |
| 2                        | Etixx-Quick Step | + 50"     |
| 3                        | Astana Pro Team  | + 1'54"   |
| 4                        | AG2R-La Mondiale | + 6'37"   |
| 5                        | Team Katjoesja   | + 7'06"   |

## Opgaves
- Fabian Cancellara (Trek-Segafredo)
- Aleksej Tsatevitsj (Team Katjoesja)
- Mikel Landa (Team Sky)

1e etappe ·
2e etappe ·
3e etappe ·
4e etappe ·
5e etappe ·
6e etappe ·
7e etappe ·
8e etappe ·
9e etappe ·
10e etappe ·
11e etappe ·
12e etappe ·
13e etappe ·
14e etappe ·
15e etappe ·
16e etappe ·
17e etappe ·
18e etappe ·
19e etappe ·
20e etappe ·
21e etappe
Startlijst · Eindstanden · Afbeeldingen